# Edén Pastora Gómez

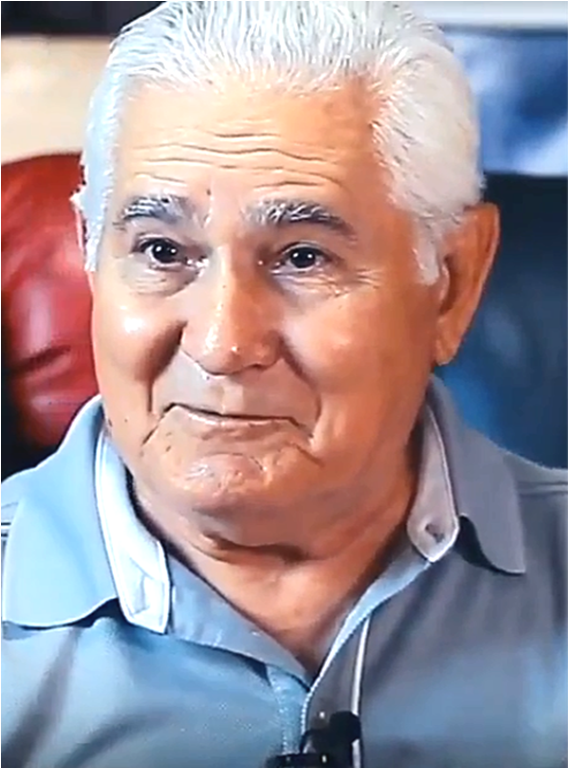
Edén Pastora Gómez, 2020

Edén Atanacio Pastora Gómez, auch Cero oder Comandante Cero genannt (* 22. Januar 1937 in Ciudad Dario; † 16. Juni 2020 in Managua) war ein nicaraguanischer Guerillaführer und Politiker der FSLN (Sandinisten). Pastora kämpfte in der Nicaraguanischen Revolution 1978/79 als sandinistischer Guerillaführer und war nach ihrem Sieg Vizeminister zunächst im Innen- und anschließend im Verteidigungsministerium. Nach seinem Bruch mit der sandinistischen Führung war er 1981 bis 1986 Führer der von ihm gegründeten Contra-Organisation Alianza Revolucionaria Democrática (Demokratische Revolutionäre Allianz = ARDE), die im Grenzgebiet von Nicaragua/Costa Rica gegen die sandinistische Regierung operierte.

## Politischer Werdegang innerhalb der FSLN
Edén Pastora, der im August 1977 die costa-ricanische Staatsbürgerschaft angenommen hatte, unternahm am 22. August 1978 mit 25 weiteren FSLN-Aktivisten einen Überfall auf den Nationalpalast in Managua. Dabei wurden etwa 1000 Geiseln genommen, darunter zahlreiche Parlamentarier und Regierungsmitarbeiter. Unter den Geiseln befanden sich auch José Somoza Abrego, Neffe des Präsidenten Anastasio Somoza Debayle, und Somozas Cousin, Luis Paillais Debayle. Die Regierung gab deren Forderungen nach, 59 politische Gefangene, u. a. Daniel Ortega, wurden freigelassen und Lösegeld in Höhe von 500.000 US-$ bezahlt, die Guerillakämpfer nach Panama ausgeflogen. In der Folge dieser medienwirksamen Aktion erhielt Pastora den Beinamen „Comandante Zero“, den er sich selber als Anführer der Geiselnahme gegeben hatte.
Nach der Machtübernahme der Sandinisten am 20. Juli 1979 wurde Pastora stellvertretender Innenminister (unter Tomás Borge), später Vize-Verteidigungsminister (unter Humberto Ortega), wo er mit dem Aufbau sandinistischer Volksmilizen beschäftigt war. Dabei kam es immer wieder zu Meinungsverschiedenheiten mit Ortega. Im Juli 1981 trat er als Vizeverteidigungsminister zurück und ging freiwillig ins Exil. Fortan reiste er viel, um Befreiungsbewegungen in anderen Ländern zu unterstützen, z. B. die ORPA in Guatemala.
Er übte verstärkt Kritik an der repressiven Politik der sandinistischen Regierung und gründete in der urwaldbedeckten Grenzregion zwischen Costa Rica und Nicaragua die Alianza Revolucionaria Democrática (ARDE = Revolutionäre demokratische Allianz); eine bewaffnete konterrevolutionäre Bewegung mit dem ausgesprochenen Ziel, die neunköpfige Führungsspitze der FSLN zu entmachten. 1986 zerfiel die ARDE jedoch wieder, da Pastora eine Zusammenarbeit mit den Vereinigten Staaten im Rahmen des Contra-Krieges ablehnte.

## Das Bombenattentat von La Penca
Am 30. Mai 1984 wurde auf Pastora in dem Dorf La Penca im Süden Nicaraguas während einer internationalen Pressekonferenz ein Bombenattentat verübt, dem vier Journalisten zum Opfer fielen und bei dem gut zwei Dutzend Personen zum Teil schwer verwundet wurden. Die Hintergründe dieses Attentats sind bis heute nicht aufgeklärt. Nach Aussagen des schwedischen Journalisten und Dokumentarfilmers Peter Torbiörnsson von 2009, der seinerzeit auf der Pressekonferenz anwesend war, war der nicaraguanische Geheimdienst für den Anschlag verantwortlich. Torbiörnsson hatte nach eigener Aussage unwissentlich den Attentäter, den Argentinier Vital Roberto Gaguine alias Per Anker Hansen, auf die Pressekonferenz eingeschleust.

## Weitere politische Aktivitäten
Mitte Mai 1986 zog sich Pastora mit gut 150 ARDE-Guerilleros auf costa-ricanisches Gebiet zurück und beantragte Politisches Asyl. Anschließend zog er sich ins Privatleben zurück und war in der Fischerei tätig.
Im Jahr 1996 wurde Pastoras Wahlkandidatur vom nicaraguanischen Kongress nicht zugelassen. Er kandidierte jedoch 2006 für das Präsidentenamt und wurde Fünfter.
Im Juni 2020 gab es Gerüchte, dass er in einem Militärkrankenhaus in Managua an COVID-19 verstorben sei, welche laut der Familie unzutreffend waren, aber sein Tod am 16. Juni 2020 wurde bestätigt.